# Oberfränkische Bierstraße

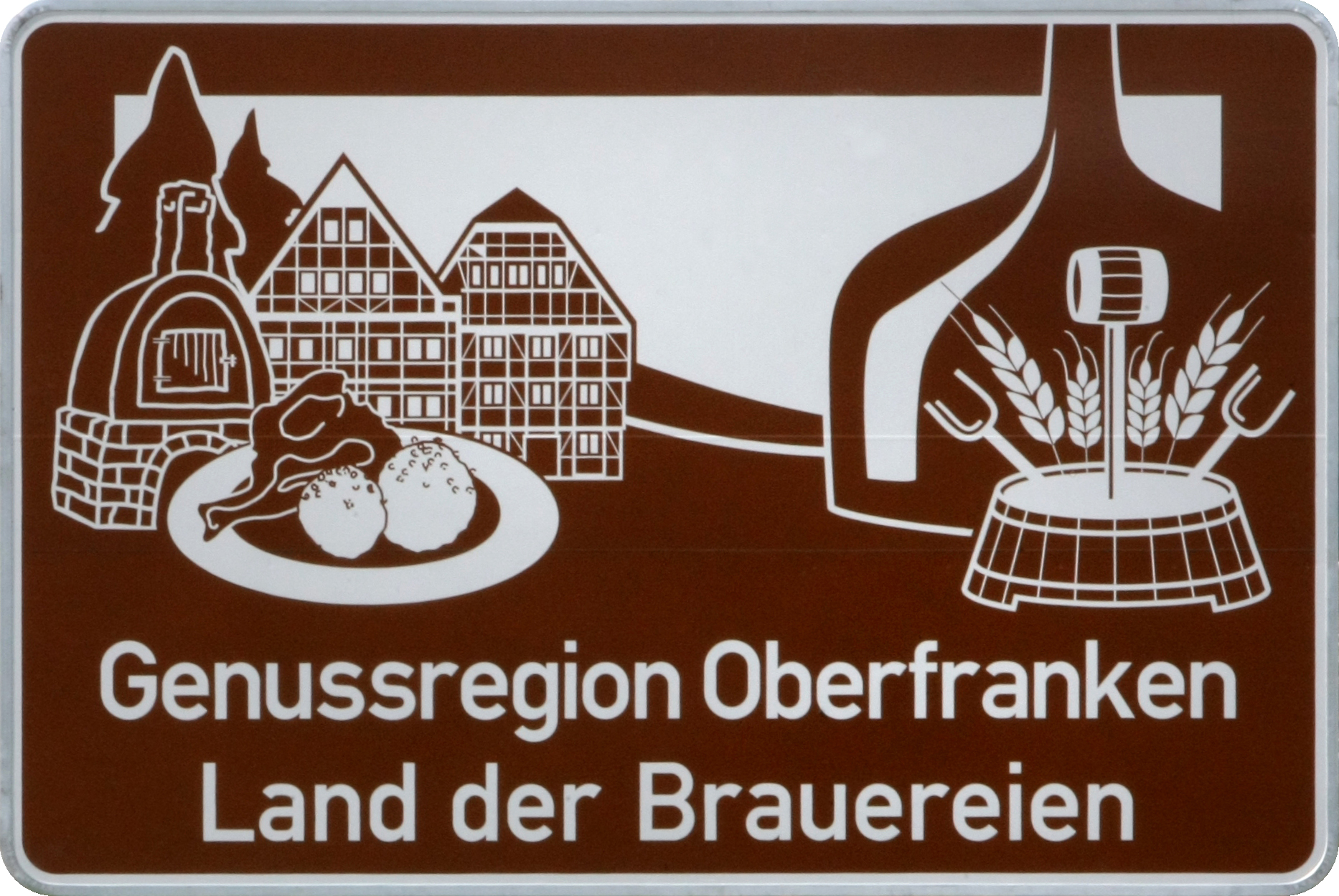
Touristische Unterrichtungstafel mit der Aufschrift „Genussregion Oberfranken – Land der Brauereien“.

Die Oberfränkische Bierstraße verläuft von der Stadt Hof ausgehend bisher durch die Landkreise Bayreuth, Kulmbach, Kronach, Coburg,  Lichtenfels, Bamberg und Forchheim, wo sie schließlich fast an die Aischgründer Bierstraße angrenzt.

## Topographie
Von Bayreuth bis Poxdorf im Landkreis Forchheim beträgt die Höhendifferenz 62 Meter. Des Weiteren verläuft die Straße von Kulmbach bis Bamberg, und somit den größten Teil der Strecke in unmittelbarer Nähe des Mains. In den Landkreisen Bamberg und Forchheim bis zu ihrem Ende in Poxdorf befindet sich die Strecke größtenteils in der Fränkischen Schweiz.

## Straßenverlauf
Eine genaue Definition der Bierstraße existiert nicht, weshalb man sich lediglich grob an den Orten Hof, Bayreuth, Kulmbach, Kronach, Coburg, Lichtenfels, Bamberg und Forchheim orientieren kann.

## Besonderheiten
Entlang der Bierstraße gibt es fünf Museen rund um das Thema Bier:
- Maisels´s Brauerei- und Büttnerei-Museum (Bayreuth)
- Bayerisches Brauereimuseum in Kulmbach
- Brauer- und Büttner-Museum Weißenbrunn (Weißenbrunn bei Kronach)
- Fränkisches Brauereimuseum (Bamberg)
- Bruckmayers Urbräu/Fränkisches Wirtshaus (Pottenstein)